# Slaget vid Nekmíř
Slaget vid Nekmíř ägde rum 1419 mellan husiter och trupper av det Tysk-romerska riket.
Vintern 1419 använde husiternas härförare Jan Žižka staden Plzeň som bas vid sina militära operationer i området. Den 2 december drog 300 husiter under befäl av Žižka ut för att angripa fästet i Nekmíř, 15 km nordväst om Plzeň. Nära Nekmíř överfölls husiterna av två tusen kungatrogna under befäl av Bohuslav av Schwanberg (tjeckiska: Bohuslav ze Švamberka). Žižka utnyttjade dock sin fördelaktiga position och grupperade snabbt sina vagnar i linje, en manöver som förebådade den så kallade vagnborgstaktiken. Husiternas bruk av artilleri på vagnarna gjorde att de kunde slå tillbaka de kungatrogna med avsevärda förluster. Efter segern drog sig Žižka tillbaka till Plzeň.